# Котляров, Александр Александрович
Алекса́ндр Алекса́ндрович Котляров (24 февраля 1969, Москва — 5 апреля 2014, Москва) — советский и российский художник-иллюстратор, график, работавший с крупнейшими журналами — «Newsweek» (русская версия), «Русский репортёр», «Карьера», «Медведь» и другими.

## Биография
Родился 24 февраля 1969 года в Москве, в семье советского художника, профессора и кандидата искусствоведения А. С. Котлярова. В 1975 году окончил среднюю школу № 171 в Ленинском районе города Москвы.
В 1986 году окончил Московский государственный университет печати. Работал в Axel Springer AG, иллюстрируя крупнейшие российские журналы, в том числе процесс над Михаилом Ходорковским и Платоном Лебедевым, публиковавшийся в «Ежедневном журнале» (позднее работы экспонировались на выставке, проходившей на дизайн-заводе «Флакон» в Москве).
Скончался 5 апреля 2014 года в Москве. Отпевание состоялось 9 апреля в Покровском храме в Красном Селе. Похоронен на Ваганьковском кладбище.